# Neukirchen/Erzgeb.
Neukirchen/Erzgeb. (Neukirchen/Erzgebirge) är en kommun och ort i Landkreis Erzgebirgskreis i förbundslandet Sachsen i Tyskland. Kommunen har cirka 6 900 invånare.